# Фудзими (город)
Фудзими (яп. 富士見市 Фудзими-си) — город в Японии, находящийся в префектуре Сайтама. Площадь города составляет 19,70 км², население — 108 543 человека (1 августа 2014), плотность населения — 5509,80 чел./км².

## Географическое положение
Город расположен на острове Хонсю в префектуре Сайтама региона Канто. С ним граничат города Сайтама, Фудзимино, Кавагоэ, Сики, Ниидза и посёлок Миёси.

## Население
Население города составляет 108 543 человека (1 августа 2014), а плотность — 5509,80 чел./км². Изменение численности населения с 1980 по 2005 годы:
| 1980 | 79 591 чел.  |  |
| 1985 | 85 697 чел.  |  |
| 1990 | 94 864 чел.  |  |
| 1995 | 96 972 чел.  |  |
| 2000 | 103 247 чел. |  |
| 2005 | 104 748 чел. |  |

## Символика
Деревом города считается Zelkova serrata, цветком — глициния.